# Pomněnka úzkolistá

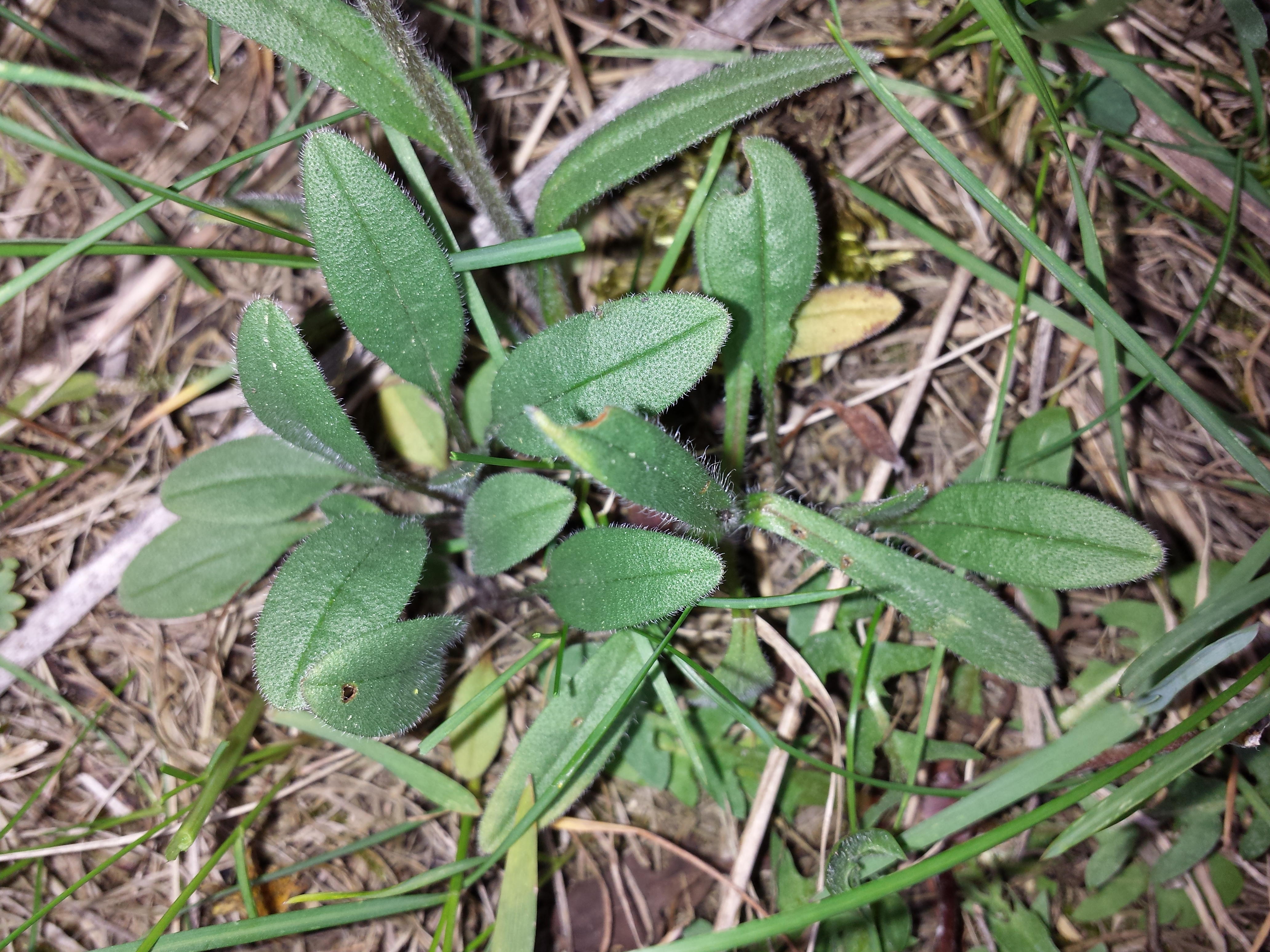
Listová růžice

Pomněnka úzkolistá (Myosotis stenophylla) je vytrvalá, nevysoká bylina suchých, kamenitých, dobře osluněných strání vykvétající koncem jara drobnými, azurově modrými květy. Tato v české přírodě původní rostlina je ze všech, asi deseti druhů rodu pomněnka co v ČR rostou, nejvzácnější a zákonem chráněná, neboť je kriticky ohrožena.

## Rozšíření
Druh je ostrůvkovitě rozšířen ve střední (Česko, Rakousko, Slovensko, Maďarsko, Polsko) a jihovýchodní Evropě (Rumunsko, Ukrajina, Krym, jih evropského Ruska).
V České republice roste velice vzácně v mezofytiku středních Čech v Českém středohoří, Českém krasu, Doupovských horách a na Dolnokralovických hadcích. Na Moravě je známa z okolí Mohelna, Moravského Krumlova, Kuřimě a Mikulova. Její populace jsou málo početné, ale relativně stabilní.

## Ekologie
Je domovem na světlých stanovištích s nezapojenou vegetací, jako jsou skalnaté nebo jen řídce zatravněné stráně, sečené i spásané louky a pastviny. Vyskytuje se též v prosvětlených borových lesích s kamenitou půdou a ve skalních puklinách kaňonovitých údolích. Nejčastěji vyrůstá na světlých, sušších, skeletových, vysýchavých, mělkých a minerálně bohatých půdách, obvykle na vápencích a hadcích. Je hemikryptofyt vyskytující se převážně v teplejších oblastech v pásmu od nížin po pahorkatiny. Fenologické optimum kvetení má v dubnu a květnu, někdy se posouvá až do června. Ploidie druhu je 2n = 48.

## Popis
Vytrvalá bylina, vysoká 20 až 30 cm, vyrůstající v trsu z krátkého oddenku. Má přízemní listovou růžici, která je plně dorostlá až v období po odkvětu. Tvoří ji listy se 7 cm řapíkem, s eliptickou čepelí dlouhou 3 až 4 cm a širokou 1 až 1,5 cm, na bázi sbíhavou a na vrcholu špičatou. Z růžice vyrůstá vystoupavá až přímá, větvená lodyha s přisedlými, vzpřímenými, téměř přitisklými listy, které bývají úzce kopinaté, dlouhé 2 až 4 cm, široké 0,5 až 1,5 cm a na vrcholu špičaté. Lodyha i všechny listy jsou oboustranně chlupaté.
Drobné, pravidelné, vonné, oboupohlavné, pětičetné květy vytvářejí volné, mnohokvěté, rozvětvené vijany bez listenů. Květní stopky delší než kalich směřují šikmo vzhůru a po odkvětu se prodlužují až na 12 mm. Zvonkovitý kalich má kališní cípy úzce trojúhelníkovité a dlouhé 3 mm, které se při zrání plodů prodlužují na dvojnásobnou délku a neopadávají ani po vypadnutí tvrdek. Koruna je kolovitá, mívá 6 až 10 mm v průměru, její azurově modrá trubka je dlouhá jako kalich a v ústí má bělavé nebo světle žluté šupinky pakorunky. Nitky tyčinek jsou ve spodní části přirostlé ke korunní trubce a prašníky na ně nasedají střední části. U báze čtyřpouzdrého semeníku je prstenčitý val vylučující nektar, krátká čnělka nese hlavičkovitou bliznu nevyčnívající z koruny.
Plody jsou černé, vejcovité až elipsoidní tvrdky, 2 mm dlouhé a 1 mm široké, s úzkým lemem po celém obvodu.

## Možnost záměny
V minulosti byla pomněnka úzkolistá ztotožňována s pomněnkou vysokohorskou (Myosotis alpestris), od čehož bylo upuštěno až na podkladě nových fytogeografických poznatků. Od pomněnky vysokohorské se odlišuje hustým pokrytím spodních i lodyžních listů odstávajícími chlupy, úzkými lodyžními listy přitisklými k lodyze, stopkou plodu delší než kalich a voňavými, světle modrými korunami květů. Pomněnka úzkolistá je poměrně dost variabilní ve výšce a rozvětvení lodyh, ve velikosti a ochlupení listů i kalichů, stejně jako v délce stopek plodů.
Od snadno zaměnitelné pomněnky lesní (Myosotis sylvatica) rostoucích i na podobných stanovištích se liší většími tvrdkami, za plodu neopadavým kalichem a dlouze řapíkatými listy v přízemní růžici.

## Ohrožení
Pomněnka úzkolistá se v české krajině objevuje jen řídce a je ve "Vyhlášce MŽP ČR č. 395/1992 Sb. ve znění vyhl. č. 175/2006 Sb.", stejně jako v "Červeném seznamu cévnatých rostlin České republiky" z roku 2012, začleněna mezi kriticky ohrožené druhy (§1, C1b). Část lokalit na kterých se vyskytuje je zařazena mezi maloplošně chráněná území, ve kterých se omezuje postupné zarůstání vegetací, případně i zasypávání skalních štěrbin ve kterých roste.